# Ziad Tlemçani
Ziad Tlemçani (Tunis, Tunísia, 10 de maig de 1963) és un futbolista tunisià retirat que disputà vint partits amb la selecció de Tunísia.